# Burma i olympiska sommarspelen 1964
Burma, formellt Myanmar, deltog i de olympiska sommarspelen 1964.